# Manfred Sams
Manfred Sams (* 10. Februar 1972 in Ried im Innkreis) ist ein österreichischer Politiker der Sozialdemokratischen Partei Österreichs (SPÖ). Seit dem 24. Oktober 2024 ist er Abgeordneter zum Nationalrat.

## Leben

### Ausbildung und Beruf
Manfred Sams studierte Betriebswirtschaftslehre an der Universität Linz, das Studium schloss er 2000 mit einer Diplomarbeit zum Thema Die Wiedereingliederung der USIA-Betriebe in die österreichische Volkswirtschaft nach 1955 als Magister ab.
Am Magistrat Wels ist er als Magistratsbeamter Mitarbeiter in politischen Büros von SPÖ-Kommunalpolitikern wie Vizebürgermeister Klaus Schinninger, Hermann Wimmer und Silvia Huber.

### Politik und Funktionen
Sams ist Ersatzmitglied des Gemeinderates von Wels. Im Jänner 2025 wurde er als Nachfolger von Petra Wimmer zum Vorsitzenden der SPÖ Wels-Stadt und Land gewählt.
Bei der Nationalratswahl 2024 kandidierte er für die SPÖ Oberösterreich auf Platz 14 im Landeswahlkreis Oberösterreich sowie als SPÖ-Spitzenkandidat im Regionalwahlkreis Hausruckviertel. In der konstituierenden Sitzung der XXVIII. Gesetzgebungsperiode am 24. Oktober 2024 wurde er über das Mandat im Regionalwahlkreis als Abgeordneter zum Nationalrat angelobt. Im Nationalrat wurde er im Februar 2025 Mitglied des Ausschusses für Bauten und Wohnen, des Justizausschusses und des Sportausschusses. Im SPÖ-Parlamentsklub fungiert er seit März 2025 als Bereichssprecher für Datenschutz.